# Emanuel Segura López
Emanuel Segura López SchP, hiszp. Manuel Segura López (ur. 22 stycznia 1881 w Almonacid de la Sierra, zm. 28 lipca 1936 pod Purroy de la Solana) – hiszpański prezbiter z Zakonu Kleryków Regularnych Ubogich Matki Bożej Szkół Pobożnych, ofiara prześladowań Kościoła katolickiego w czasach hiszpańskiej wojny domowej, zamordowany z nienawiści do wiary łac. odium fidei.

## Życiorys
Pochodził z ubogiej katolickiej rodziny Francisco i Francisci zamieszkujących w Archidiecezji Saragossy. Jako dziecko był ministrantem i dzięki wsparciu i pomocy proboszcza lokalnej parafii przygotował się do nowicjatu, który rozpoczął 1 listopada 1899. Pierwsze śluby zakonne złożył 18 sierpnia 1901 roku. Studiował filozofię w Irache (Nawarra) i teologię w Teruel. Po złożeniu 1 czerwca 1906 roku uroczystej profesji w następnym roku 25 maja przyjął w Barbastro sakrament święceń kapłańskich. Przyjął imię zakonne Emanuel od Matki Bożej z Pilar. Powołanie realizował jako wychowawca i nauczyciel w szkołach na terenie Barbastro (1906−1907), Tamarite de Litera (1907-1911), Alcañiz (1911-1914), Pampelunie (1914-1915), Tafalla i Torre, a od 1932 roku pełniąc obowiązki mistrza nowicjatu w Peralta de la Sal. 23 lipca 1936 roku do miasta wkroczyli komunistyczni bojówkarze z Binéfar próbując zająć szkołę pijarów, a następnie spalili kościół. Zatrzymali i uwięzili Emanuela Segura Lópeza, a 28 lipca został rozstrzelany wraz z towarzyszącym mu bratem zakonnym Dawidem Carlosem Marañón mimo tego że nie był zaangażowany w konflikt i nie prowadził działalności politycznej. Jego ostatnie słowa brzmiały:
„Niech żyje Chrystus Król”.

## Znaczenie
1 października 1995 roku na Rzymskim Placu Świętego Piotra papież Jan Paweł II dokonał beatyfikacji czterdziestu pięciu ofiar prześladowań antykatolickich wśród których był Emanuel Segura López w grupie trzynastu pijarskich męczenników.
W Kościele katolickim dniem wspomnienia liturgicznego każdego z otoczonych kultem jest dies natalis (28 lipca), zaś grupa błogosławionych zakonników wspominana jest 22 września.